# 帝京景物略
『帝京景物略』（ていきょう（ていけい）けいぶつりゃく）は、劉侗と于奕正によって編纂された書物。主に明代の北京の地理や寺院、自然、習俗などを記録している。崇禎8年（1635年）の冬に刊行された。